# World Boxing Cup 2023
La World Boxing Cup 2023, altresì chiamato o Coppa del Mondo di pugilato, comprende un solo evento, svoltosi in Europa. Il circuito si è disputato interamente nel mese di ottobre.

## Calendario
| Data          | Location | Atleti | Nazioni |
| ------------- | -------- | ------ | ------- |
| 28-31 ottobre | Colonia  | 111    | 15      |

## Podi

### Maschile

#### Pesi mosca (51 kg)
| Competizioni | Oro           | Argento               | Bronzo                                |
| ------------ | ------------- | --------------------- | ------------------------------------- |
| Colonia      | Ibrahim Salah | Giovis Salfran Mejias | Battulga Aldarkhishig Omid Ahmadisafa |

#### Pesi piuma (57 kg)
| Competizioni | Oro                    | Argento        | Bronzo                                |
| ------------ | ---------------------- | -------------- | ------------------------------------- |
| Colonia      | Rolando Martinez Perez | Murat Yildirim | Bilguunsaikhan Kharkhuu Nebil Ibrahim |

#### Pesi leggeri (63,5 kg)
| Competizioni | Oro                      | Argento           | Bronzo                 |
| ------------ | ------------------------ | ----------------- | ---------------------- |
| Colonia      | Erislandy Alvarez Borges | David Gkevorgkian | Assan Hansen Joe Tyres |

#### Pesi welter (71 kg)
| Competizioni | Oro                | Argento     | Bronzo                      |
| ------------ | ------------------ | ----------- | --------------------------- |
| Colonia      | Magomed Schachidov | Garan Croft | Harris Akbar Deniel Krotter |

#### Pesi medi (80 kg)
| Competizioni | Oro          | Argento                   | Bronzo                             |
| ------------ | ------------ | ------------------------- | ---------------------------------- |
| Colonia      | Taylor Bevan | Jorge Manuel Soto Napoles | Kevin Boakye Schumann Delil Dadaev |

#### Pesi massimi (92 kg)
| Competizioni | Oro                   | Argento       | Bronzo                 |
| ------------ | --------------------- | ------------- | ---------------------- |
| Colonia      | Jesus Nelson Williams | Patrick Brown | Ikenna Enyi Eddi Coumi |

#### Pesi supermassimi (+92 kg)
| Competizioni | Oro            | Argento        | Bronzo                   |
| ------------ | -------------- | -------------- | ------------------------ |
| Colonia      | Nikita Putilov | Gustav Thorsen | Omar Siha Danil Rantanen |

### Femminile

#### Pesi mosca (50 kg)
| Competizioni | Oro          | Argento            | Bronzo                                |
| ------------ | ------------ | ------------------ | ------------------------------------- |
| Colonia      | Maxi Klötzer | Demie Jade Resztan | Mungunsaran Balsan Binderiya Sodon-Od |

#### Pesi piuma (54 kg)
| Competizioni | Oro             | Argento        | Bronzo                     |
| ------------ | --------------- | -------------- | -------------------------- |
| Colonia      | Charley Davison | Monique Suraci | Zeina Nassar Romane Moulai |

#### Pesi gallo (57 kg)
| Competizioni | Oro         | Argento           | Bronzo                            |
| ------------ | ----------- | ----------------- | --------------------------------- |
| Colonia      | Elise Glynn | Melissa Mortensen | Nomin-Erdene Tugsjargal Canan Tas |

#### Pesi leggeri (60 kg)
| Competizioni | Oro            | Argento    | Bronzo                         |
| ------------ | -------------- | ---------- | ------------------------------ |
| Colonia      | Namuun Monkhor | Anna Jenni | Agnes Alexiusson Tyla McDonald |

#### Pesi welter (66 kg)
| Competizioni | Oro                | Argento      | Bronzo                          |
| ------------ | ------------------ | ------------ | ------------------------------- |
| Colonia      | Stefanie von Berge | Rosie Eccles | Krista Kovalainen Leonie Müller |

#### Pesi medi (75 kg)
| Competizioni | Oro           | Argento       | Bronzo                             |
| ------------ | ------------- | ------------- | ---------------------------------- |
| Colonia      | Davina Michel | Caitlin Parka | Lekeisha Pergoliti Love Holgersson |

## Medagliere
| Posiz. | Nazione                   | Oro | Argento | Bronzo | Totale |
| ------ | ------------------------- | --- | ------- | ------ | ------ |
| 1      | Germania                  | 5   | 2       | 7      | 14     |
| 2      | Cuba                      | 3   | 2       | 0      | 5      |
| 3      | Inghilterra               | 2   | 2       | 2      | 6      |
| 4      | Galles                    | 1   | 2       | 0      | 3      |
| 5      | Mongolia                  | 1   | 0       | 5      | 6      |
| 6      | Francia                   | 1   | 0       | 2      | 3      |
| 7      | Australia                 | 0   | 2       | 4      | 6      |
| 8      | Danimarca                 | 0   | 2       | 0      | 2      |
| 9      | Svizzera                  | 0   | 1       | 0      | 1      |
| 10     | Svezia                    | 0   | 0       | 3      | 3      |
| 11     | Finlandia                 | 0   | 0       | 2      | 2      |
| 12     | Atleti Olimpici Rifugiati | 0   | 0       | 1      | 1      |
| 12     | Norvegia                  | 0   | 0       | 1      | 1      |
| Totale | Totale                    | 13  | 13      | 26     | 52     |